# Matisia lozanoi
Matisia lozanoi är en malvaväxtart som beskrevs av Fern.Alonso. Matisia lozanoi ingår i släktet Matisia och familjen malvaväxter. Inga underarter finns listade i Catalogue of Life.